# ハナビル
ハナビルはヒルの1種で、幼生が人畜や野生哺乳動物の鼻腔に入り込んで寄生する。日本国内にも分布がある。

## 概要
ハナビル（鼻蛭） Dinobdella ferox (Blanchard) は、環形動物ヒル綱顎蛭目ヒルド科に属する小動物である。大型のヒル類で成体は水生昆虫などを食べる捕食性であるが、幼生時に大型ほ乳類の鼻腔に侵入し、そこで寄生生活をしつつ成長する習性を持っている。その状態で数cmになるまで成長し、伸びると鼻孔からその先端がはみ出すこともある。東南アジアに多いが、日本でも南部に記録があり、時に人間を宿主とする場合がある。
九州南部では「鼻かす」という地方名でも呼ばれる。

## 特徴
成体は20cmに達することもある大型のヒル類。全身が黒色で円筒形をしており、両端には吸盤がある。体は細かい環節に分かれる。顎板には細かい歯がなく、体後部に耳状突起がない。眼は背面の前端部分に五対あり、アーチ状に配置する。

## 生活史
成体は渓流域の水中におり、石の下などに潜んで水生昆虫の幼虫やイトミミズ類などを捕食している。
初期の幼虫は5-10mmで、ごく細くて体色が乳白色をしており、吸盤がよく発達している。これが水中で待機しており、野生動物がやってきて水を飲んだり水中に入った際に鼻腔に潜り込む。そこで10cm程度になるまで成長すると動物体を離れて、以降は自由生活を送る。寄生中は宿主を変えることがなく、その期間は一ヶ月に及ぶ。
実験的にニワトリに寄生させた例では、12日で体長2cmになって色が黒に変わった。また兎に寄生させた実験では幼虫の脱出には一ヶ月を要し、その際の体長は平均4.5cmであったという。

## 生育環境
一般に山間部の清冽な渓流に生息するものである。東南アジアでは高地に多く見られる。また、その地域の大型ほ乳類で幼生の寄生が見られ、時に一頭の宿主に複数個体が寄生しているのが希ではないという。

## 分布
アジアの熱帯域を中心に広く分布する。日本では奄美大島、九州南部、それに本州の一部で知られている。
日本本土での分布について梅谷(1994)では鹿児島・奈良・岐阜があげられており、この他に宮崎で被害報告がある旨が述べられているが、真喜屋他(1988)では宮崎県で生息してるとする他により九州北部での生息の可能性を示唆しているが、奈良での生息については触れていない。

## 利害
幼生は明瞭な寄生虫である。ヒルが体内に侵入して被害を与えることを内部蛭症というが、本種はこれを引き起こす日本における唯一の種である。成虫は不快害虫の範疇にとどまり実害はない。

### 症状と経過
上記のようにこのヒルはあまり人里には出ないものであり、山間渓流域で野生動物を宿主とするものである。したがって、そういう場所に入って渓流で顔を洗ったり、水を飲んだ際に幼生の寄生を受ける。幼生は上記のように細くて白っぽいため、見つけるのは困難である。寄生する部位は多くの場合に下・中鼻道である。
感染初期には自覚症状はほとんどない。しかし虫体が成長し大きくなるにつれ、その運動を異物感や痒痛感として感じるようになり、また蛭が吸血部位を変える度にそこからの出血が見られるようになる。ヒル類は吸血のための傷口から血液凝固阻止剤を注入するので、出血は止まりにくく、極端な例ではそのために貧血が起きる。また、下記参考文献の真喜屋他(1988)は福岡での症例を扱ったものであるが、その患者は出血の他に鼻汁の異常分泌に悩まされたという。
しかしこれら以外に身体症状を引き起こすことはほとんどなく、この患者の場合も鼻腔内に潰瘍等はなく、耳内、口腔内も問題なかった。血液検査等に於いてもほとんど異常を認められていない。しかし、鼻腔内に奇妙な「虫」が住み着いていることは大きな不安感を引き起こす。上記のような症状の他に、ハナビルの幼生が成長してくると、体を伸ばした際には外から見えるようになり、この患者も手鏡でこれを見てこれを取り去ることを画策、最後に洗面器に水を張って顔をつけ、虫体が伸びたところをぬれタオルで確保、引きずり出したと言うが、その際に虫が鼻腔内壁に吸い付いてなかなか外れず、「鼻がもぎ取られるように（同p.206）」痛んだという。
なお、鼻腔であれば幼生が成長すると脱落して、それで終わりであるが、それ以外の部位に寄生した例もある。水と共に入り込んだ虫が気管に達し、声帯や気管に吸着して呼吸困難になった例や、たまたま眼にこすり込んだために結膜に寄生された例、外耳道に入り込んで化膿を起こした例、尿道に入り込んで血尿を起こした例なども知られている。
治療としては、虫の麻酔と吸着部位の麻酔薬を効かせつつ、取り出すような方法がとられる。

## 出現状況
上記のようにその生息地が人里離れた場所を主体としているから、寄生される事象はそれほど頻繁に起こるものではない。かといって到達困難な地域と言うほどでもないため、該当地域ではそれほど珍しいものでもないらしい。
真喜屋他(1988)のまとめるところによると、日本国内での論文のような形での報告は10例程度である。しかし宮崎地方での開業医はたいていこれを見ていると言われ、宮崎県の該当地域で小中学生を対象にした調査では629人中14人がこれに寄生された経験があると答えたとのこと。国外では東南アジアに派遣されたアメリカ合衆国の兵隊がこれの寄生を受けた例も知られる。
真喜屋他は分布地の拡大の懸念を示唆しており、また温泉ブームなどに関連して山間自然に踏み込む人が増えてきたことからも注意を喚起する必要があると述べている。